# Distrito Escolar Unificado de Fremont
El Distrito Escolar Unificado de Fremont (Fremont Unified School District) es un distrito escolar de California. Tiene su sede en Fremont. FUSD tiene 42 escuelas, incluyendo 29 escuelas primarias, 5 escuelas medias, 5 escuelas secundarias tradicionales, el Mission Valley ROP, la Robertson Continuation High School y Fremont Adult and Continuing Education (FACE). FUSD tiene aproximadamente 32.000 estudiantes y 3.000 empleados.